# Westerkerk (Rijssen)
De Westerkerk is een kerkgebouw van de Hersteld Hervormde Kerk aan de Haarstraat in Rijssen in de Nederlandse provincie Overijssel. De kerk is in 1931 in gebruik genomen als tweede kerk voor de Hervormde gemeente van Rijssen. Sinds augustus 2012 is de plaatselijke Hersteld Hervormde gemeente eigenaar van het gebouw. Het gebouw werd van 2007-2012 al gehuurd door deze gemeente. 
Het expressionistische gebouw staat op de gemeentelijke monumentenlijst. Kenmerkend voor de Westerkerk is de kruisvormige plattegrond en de indeling van de voorgevel, die bijna gelijk is aan die van de zijgevels. De kerk heeft grote glas-in-loodramen en een gebogen tentdak.

## Orgel
Het orgel is in 1964 gebouwd door de firma M.K. Koppejan & Zoon (Ederveen). Hieronder wordt de dispositie weergegeven.
- Hoofdwerk (manuaal 1): Prestant 8' - Holpijp 8' - Octaaf 4' - Roerfluit 4' - Quint 2⅔' - Octaaf 2' - Sesquialter 2⅔' 3 sterk discant - Mixtuur 4-5 sterk - Trompet 8' - Tremulant.
- Bovenwerk (manuaal 2): Vioolprestant 8' - Bourdon 8' - Gamba 8' - Vox céleste 8', vanaf c - Prestant 4' - Openfluit 4' - Woudfluit 2' - Scherp 1' 3-4 sterk - Hobo 8' - Tremulant.
- Pedaal: Subbas 16' - Fluitbas 8' - Octaaf 4' - Fagot 16'.
- Koppelingen: Hoofdwerk aan Pedaal - Bovenwerk aan Pedaal - Bovenwerk aan Hoofdwerk - Subkoppeling Bovenwerk aan Hoofdwerk - Superkoppeling Bovenwerk aan Hoofdwerk - Superkoppeling Hoofdwerk.
- Speelhulpen: vrije combinatie - 4 vaste combinaties - automatisch Piano-pedaal.
- Pneumatische kegelladen. Manuaalomvang: C-g3. Pedaalomvang: C-f1.